# Нагрудный знак «За отличие в службе» ВВ МВД СССР
Нагрудный знак «За отличие в службе» ВВ МВД СССР — ведомственный знак отличия Министерства внутренних дел СССР. Награда вручалась с 1970 по 1991 год включительно.В некоторых подразделениях, награждения производились до 1994 года.

## История знака

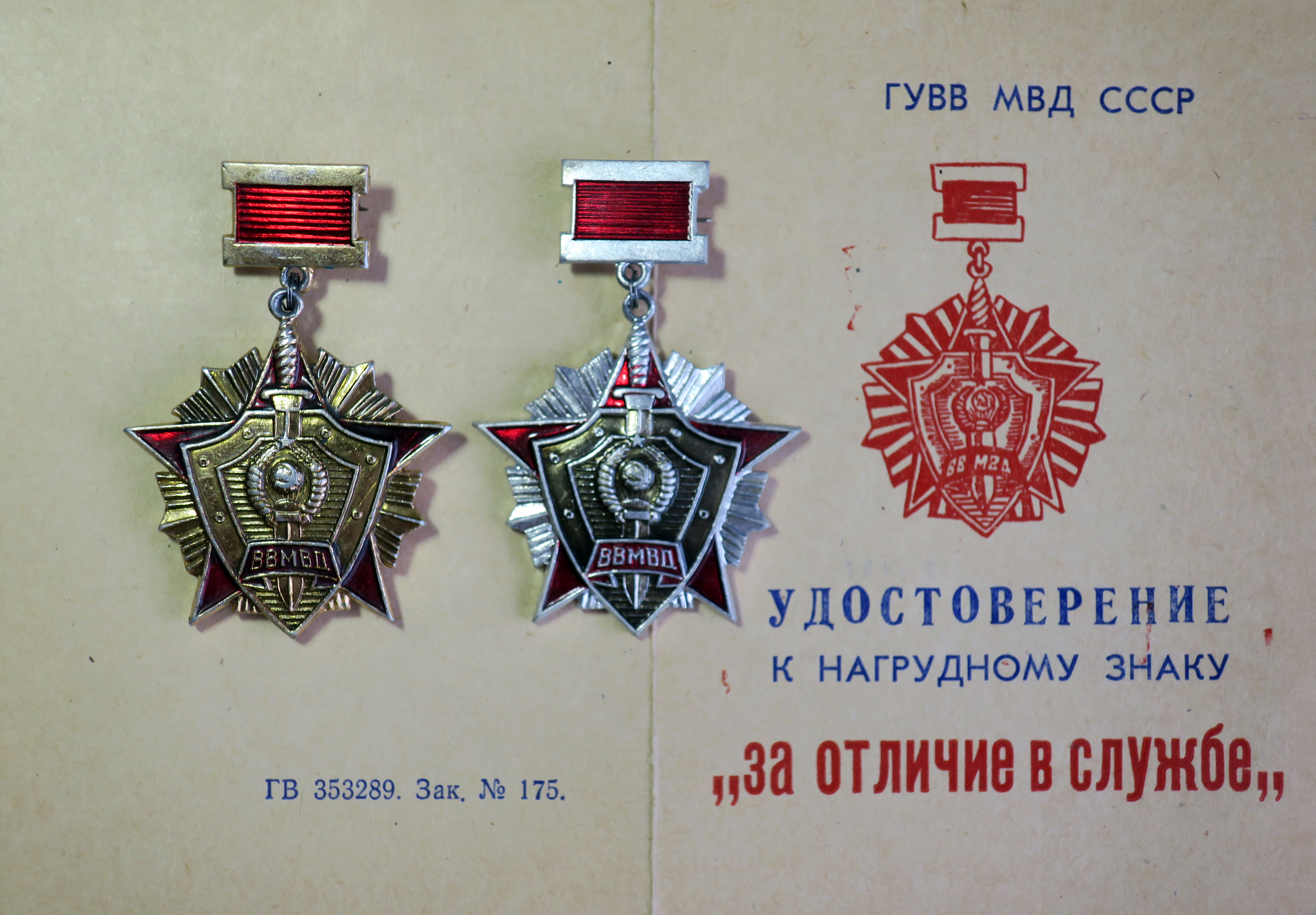
Нагрудные знаки и удостоверение к ним

Знак учреждён приказом МВД СССР от 13 февраля 1970 года в двух степенях. Вручения удостаивали солдат, сержантов, курсантов, военнослужащих сверхсрочной службы, прапорщиков и офицеров внутренних войск, военно-строительных управлений и подчиненных им частей и подразделений, а также специальных моторизованных частей милиции, частей и подразделений военизированной пожарной охраны, комплектуемых лицами, призываемыми на действительную военную службу, за проявленное отличие, охрану общественного порядка, показательную службу, высокие результаты в боевой и строевой подготовки.
Нагрудный знак вручался начальником внутренних войск МВД СССР и его заместителями, командиром войсковой части 3505, начальником объединения, командиром соединения, части внутренних войск, начальником военно-учебного заведения, командиром войсковой части 5120, начальником главного управления, управления внутренних дел крайоблгорисполкомов, начальником военно-строительного управления МВД СССР или лицами, их замещающими, в торжественной обстановке перед строем личного состава части или подразделения. Вместе с нагрудным знаком награжденному вручалось удостоверение установленного образца.
Нагрудный знак «За отличие в службе» носится на правой стороне груди и располагается ниже орденов в ряд слева направо после знака «Заслуженный работник МВД», а при наличии нагрудных знаков «За отличную службу в МВД» (с 1985 года) или об окончании учебных заведений — правее их последовательно начиная с I степени.

## Описание знака
Основой знака является металлическая, выполненная рубиновой эмалью пятиконечная звезда размером 37×37 мм, которая находится в ореоле лучей. На центральном поле звезды расположен покрытый эмалью под оксид щит с мечом посередине. В нижней части знака на ленте выведены буквы: «ВВ МВД». В центре щита изображение Герба Советского Союза. Основание знака крепится к металлической колодке при помощи латунного кольца. Колодка размером 16×11 мм покрыта эмалью крапового цвета.
У нагрудного знака I степени ореол лучей, окантовка звезды, колодки, меча и букв «ВВ МВД» имитированы под золото, у знака II степени – под серебро.
На оборотной стороне знака, ниже крепления, слова: «За отличие в службе».

## В России
После распада СССР преемником награды стал нагрудный знак «За отличие в службе» ВВ МВД России, вручавшийся с 1995 по 2016 год; с 2017 года вручается в системе Росгвардии.